# Dasyprocta kalinowskii
L'aguti di Kalinowski (Dasyprocta kalinowskii O. Thomas, 1897) è un roditore endemico del sud del Perù.

## Descrizione
L'aguti di Kalinowski presenta una lunghezza testa-corpo di circa 63 centimetri; le informazioni sul peso non sono disponibili. La coda è lunga circa 24 millimetri, il piede posteriore 125 millimetri; tutte le misurazioni si riferiscono all'olotipo. È una delle specie di aguti più grandi. Il dorso è ricoperto da peli a bande nere e gialle; sul posteriore si trovano peli più lunghi con la base bianca e la punta nera. La parte ventrale è giallastra con macchie marroni. I piedi sono neri.

## Distribuzione e habitat
L'areale dell'aguti di Kalinowski è limitato al sud del Perù, lungo il Río Urubamba e nel distretto di Marcapata sulle Ande orientali.

## Biologia
L'aguti di Kalinowski vive nelle foreste tropicali di montagna della Yunga sulle Ande orientali del Perù ad altitudini comprese tra 1000 e 2000 metri. Come le altre specie del suo genere, è erbivoro e si nutre principalmente di frutta, semi e noci. Ulteriori informazioni sulle abitudini di questo animale non sono disponibili.

## Tassonomia
L'aguti di Kalinowski viene classificato come una specie distinta all'interno del genere degli aguti (Dasyprocta), che consiste di più di dieci specie conosciute. Esso è stato descritto per la prima volta dallo zoologo Oldfield Thomas nel 1897 a partire da un esemplare proveniente da «Idma, un villaggio nella valle di Santa Ana» nella provincia di Cusco.
Non ne vengono riconosciute sottospecie.

## Conservazione
A causa della scarsità di informazioni, l'Unione internazionale per la conservazione della natura (IUCN) non ha ancora classificato l'aguti di Kalinovski in una categoria, e sulla Lista Rossa figura come specie con «dati insufficienti» (Data Deficient). Tuttavia, la IUCN ha adottato la classificazione come specie separata.